# Liste der englischen Fußballmeister
Die Liste der englischen Fußballmeister führt alle Meister und Vizemeister seit der Premierensaison 1888/89 auf. Des Weiteren wird der jeweilige Torschützenkönig der höchsten Spielklasse genannt.
Teams in Fettdruck gewannen neben der Meisterschaft im selben Jahr auch den FA Cup (Double).

## Football League (1888/89–1891/92) und Football League First Division (1892/93–1991/92)
| Saison    | Meister (Anzahl Titel)                     | Vizemeister                                | Torschützenkönig(e)                                                                     |                                            |
| --------- | ------------------------------------------ | ------------------------------------------ | --------------------------------------------------------------------------------------- | ------------------------------------------ |
| 1888/89   | Preston North End                          | Aston Villa                                | John Goodall (Preston North End) (21 Tore)                                              |                                            |
| 1889/90   | Preston North End (2)                      | FC Everton                                 | Nicholas J. Ross (Preston North End) (22)                                               |                                            |
| 1890/91   | FC Everton                                 | Preston North End                          | Jack Southworth (Blackburn Rovers) (26)                                                 |                                            |
| 1891/92   | AFC Sunderland                             | Preston North End                          | Johnny Campbell (AFC Sunderland) (32)                                                   |                                            |
| 1892/93   | AFC Sunderland (2)                         | Preston North End                          | Johnny Campbell (AFC Sunderland) (31)                                                   |                                            |
| 1893/94   | Aston Villa                                | AFC Sunderland                             | Jack Southworth (FC Everton) (27)                                                       |                                            |
| 1894/95   | AFC Sunderland (3)                         | FC Everton                                 | Johnny Campbell (AFC Sunderland) (22)                                                   |                                            |
| 1895/96   | Aston Villa (2)                            | Derby County                               | Johnny Campbell (Aston Villa) und Steve Bloomer (Derby County) (20)                     |                                            |
| 1896/97   | Aston Villa (3)                            | Sheffield United                           | Steve Bloomer (Derby County) (22)                                                       |                                            |
| 1897/98   | Sheffield United                           | AFC Sunderland                             | Fred Wheldon (Aston Villa) (21)                                                         |                                            |
| 1898/99   | Aston Villa (4)                            | FC Liverpool                               | Steve Bloomer (Derby County) (23)                                                       |                                            |
| 1899/00   | Aston Villa (5)                            | Sheffield United                           | Billy Garraty (Aston Villa) (27)                                                        |                                            |
| 1900/01   | FC Liverpool                               | AFC Sunderland                             | Steve Bloomer (Derby County) (23)                                                       |                                            |
| 1901/02   | AFC Sunderland (4)                         | FC Everton                                 | Jimmy Settle (FC Everton) (18)                                                          |                                            |
| 1902/03   | The Wednesday                              | Aston Villa                                | Sam Raybould (FC Liverpool) (31)                                                        |                                            |
| 1903/04   | The Wednesday (2)                          | Manchester City                            | Steve Bloomer (Derby County) (20)                                                       |                                            |
| 1904/05   | Newcastle United                           | FC Everton                                 | Arthur Brown (Sheffield United) (22)                                                    |                                            |
| 1905/06   | FC Liverpool (2)                           | Preston North End                          | Albert Shepherd (Bolton Wanderers) (26)                                                 |                                            |
| 1906/07   | Newcastle United (2)                       | Bristol City                               | Alf Young (FC Everton) (30)                                                             |                                            |
| 1907/08   | Manchester United                          | Aston Villa                                | Enoch West (Nottingham Forest) (27)                                                     |                                            |
| 1908/09   | Newcastle United (3)                       | FC Everton                                 | Bert Freeman (FC Everton) (38)                                                          |                                            |
| 1909/10   | Aston Villa (6)                            | FC Liverpool                               | Jack Parkinson (FC Liverpool) (30)                                                      |                                            |
| 1910/11   | Manchester United (2)                      | Aston Villa                                | Albert Shepherd (Newcastle United) (25)                                                 |                                            |
| 1911/12   | Blackburn Rovers                           | FC Everton                                 | H. Hampton (Aston Villa), G. Holley (AFC Sunderland) und D. McLean (The Wednesday) (25) |                                            |
| 1912/13   | AFC Sunderland (5)                         | Aston Villa                                | David McLean (The Wednesday) (30)                                                       |                                            |
| 1913/14   | Blackburn Rovers (2)                       | Aston Villa                                | George Elliott (FC Middlesbrough) (32)                                                  |                                            |
| 1914/15   | FC Everton (2)                             | Oldham Athletic                            | Bobby Parker (FC Everton) (36)                                                          |                                            |
| 1915–1919 | Ligapause aufgrund des Ersten Weltkrieges  | Ligapause aufgrund des Ersten Weltkrieges  | Ligapause aufgrund des Ersten Weltkrieges                                               | Ligapause aufgrund des Ersten Weltkrieges  |
| 1919/20   | West Bromwich Albion                       | FC Burnley                                 | Fred Morris (West Bromwich Albion) (37)                                                 |                                            |
| 1920/21   | FC Burnley                                 | Manchester City                            | Joe Smith (Bolton Wanderers) (38)                                                       |                                            |
| 1921/22   | FC Liverpool (3)                           | Tottenham Hotspur                          | Andy Wilson (FC Middlesbrough) (31)                                                     |                                            |
| 1922/23   | FC Liverpool (4)                           | AFC Sunderland                             | Charlie Buchan (AFC Sunderland) (30)                                                    |                                            |
| 1923/24   | Huddersfield Town                          | Cardiff City                               | Wilf Chadwick (FC Everton) (28)                                                         |                                            |
| 1924/25   | Huddersfield Town (2)                      | West Bromwich Albion                       | Frank Roberts (Manchester City) (31)                                                    |                                            |
| 1925/26   | Huddersfield Town (3)                      | FC Arsenal                                 | Ted Harper (Blackburn Rovers) (43)                                                      |                                            |
| 1926/27   | Newcastle United (4)                       | Huddersfield Town                          | Jimmy Trotter (The Wednesday) (37)                                                      |                                            |
| 1927/28   | FC Everton (3)                             | Huddersfield Town                          | Dixie Dean (FC Everton) (60)                                                            |                                            |
| 1928/29   | Sheffield Wednesday (3)                    | Leicester City                             | Dave Halliday (AFC Sunderland) (43)                                                     |                                            |
| 1929/30   | Sheffield Wednesday (4)                    | Derby County                               | Vic Watson (West Ham United) (41)                                                       |                                            |
| 1930/31   | FC Arsenal                                 | Aston Villa                                | Tom 'Pongo' Waring (Aston Villa) (49)                                                   |                                            |
| 1931/32   | FC Everton (4)                             | FC Arsenal                                 | Dixie Dean (FC Everton) (44)                                                            |                                            |
| 1932/33   | FC Arsenal (2)                             | Aston Villa                                | Jack Bowers (Derby County) (35)                                                         |                                            |
| 1933/34   | FC Arsenal (3)                             | Huddersfield Town                          | Jack Bowers (Derby County) (34)                                                         |                                            |
| 1934/35   | FC Arsenal (4)                             | AFC Sunderland                             | Ted Drake (FC Arsenal) (42)                                                             |                                            |
| 1935/36   | AFC Sunderland (6)                         | Derby County                               | William Richardson (West Bromwich Albion) (39)                                          |                                            |
| 1936/37   | Manchester City                            | Charlton Athletic                          | Freddie Steel (Stoke City) (33)                                                         |                                            |
| 1937/38   | FC Arsenal (5)                             | Wolverhampton Wanderers                    | Tommy Lawton (FC Everton) (28)                                                          |                                            |
| 1938/39   | FC Everton (5)                             | Wolverhampton Wanderers                    | Tommy Lawton (FC Everton) (35)                                                          |                                            |
| 1939–1946 | Ligapause aufgrund des Zweiten Weltkrieges | Ligapause aufgrund des Zweiten Weltkrieges | Ligapause aufgrund des Zweiten Weltkrieges                                              | Ligapause aufgrund des Zweiten Weltkrieges |
| 1946/47   | FC Liverpool (5)                           | Manchester United                          | Dennis Westcott (Wolverhampton Wanderers) (38)                                          |                                            |
| 1947/48   | FC Arsenal (6)                             | Manchester United                          | Ronnie Rooke (FC Arsenal) (33)                                                          |                                            |
| 1948/49   | FC Portsmouth                              | Manchester United                          | Willie Moir (Bolton Wanderers) (25)                                                     |                                            |
| 1949/50   | FC Portsmouth (2)                          | Wolverhampton Wanderers                    | Dickie Davis (AFC Sunderland) (25)                                                      |                                            |
| 1950/51   | Tottenham Hotspur                          | Manchester United                          | Stan Mortensen (FC Blackpool) (30)                                                      |                                            |
| 1951/52   | Manchester United (3)                      | Tottenham Hotspur                          | George Robledo (Newcastle United) (33)                                                  |                                            |
| 1952/53   | FC Arsenal (7)                             | Preston North End                          | Charlie Wayman (Preston North End) (24)                                                 |                                            |
| 1953/54   | Wolverhampton Wanderers                    | West Bromwich Albion                       | Jimmy Glazzard (Huddersfield Town) (29)                                                 |                                            |
| 1954/55   | FC Chelsea                                 | Wolverhampton Wanderers                    | Ronnie Allen (West Bromwich Albion) (27)                                                |                                            |
| 1955/56   | Manchester United (4)                      | FC Blackpool                               | Nat Lofthouse (Bolton Wanderers) (33)                                                   |                                            |
| 1956/57   | Manchester United (5)                      | Tottenham Hotspur                          | John Charles (Leeds United) (38)                                                        |                                            |
| 1957/58   | Wolverhampton Wanderers (2)                | Preston North End                          | Bobby Smith (Tottenham Hotspur) (36)                                                    |                                            |
| 1958/59   | Wolverhampton Wanderers (3)                | Manchester United                          | Jimmy Greaves (FC Chelsea) (33)                                                         |                                            |
| 1959/60   | FC Burnley (2)                             | Wolverhampton Wanderers                    | Dennis Viollet (Manchester United) (32)                                                 |                                            |
| 1960/61   | Tottenham Hotspur (2)                      | Sheffield Wednesday                        | Jimmy Greaves (FC Chelsea) (41)                                                         |                                            |
| 1961/62   | Ipswich Town                               | FC Burnley                                 | Ray Crawford (Ipswich Town) und Derek Kevan (West Bromwich Albion) (33)                 |                                            |
| 1962/63   | FC Everton (6)                             | Tottenham Hotspur                          | Jimmy Greaves (Tottenham Hotspur) (37)                                                  |                                            |
| 1963/64   | FC Liverpool (6)                           | Manchester United                          | Jimmy Greaves (Tottenham Hotspur) (35)                                                  |                                            |
| 1964/65   | Manchester United (6)                      | Leeds United                               | Andy McEvoy (Blackburn Rovers) und Jimmy Greaves (Tottenham Hotspur) (29)               |                                            |
| 1965/66   | FC Liverpool (7)                           | Leeds United                               | Willie Irvine (FC Burnley) (29)                                                         |                                            |
| 1966/67   | Manchester United (7)                      | Nottingham Forest                          | Ron Davies (FC Southampton) (37)                                                        |                                            |
| 1967/68   | Manchester City (2)                        | Manchester United                          | George Best (Manchester United) und Ron Davies (FC Southampton) (28)                    |                                            |
| 1968/69   | Leeds United                               | FC Liverpool                               | Jimmy Greaves (Tottenham Hotspur) (27)                                                  |                                            |
| 1969/70   | FC Everton (7)                             | Leeds United                               | Jeff Astle (West Bromwich Albion) (25)                                                  |                                            |
| 1970/71   | FC Arsenal (8)                             | Leeds United                               | Tony Brown (West Bromwich Albion) (28)                                                  |                                            |
| 1971/72   | Derby County                               | Leeds United                               | Francis Lee (Manchester City) (33)                                                      |                                            |
| 1972/73   | FC Liverpool (8)                           | FC Arsenal                                 | Pop Robson (West Ham United) (28)                                                       |                                            |
| 1973/74   | Leeds United (2)                           | FC Liverpool                               | Mick Channon (FC Southampton) (21)                                                      |                                            |
| 1974/75   | Derby County (2)                           | FC Liverpool                               | Malcolm Macdonald (Newcastle United) (21)                                               |                                            |
| 1975/76   | FC Liverpool (9)                           | Queens Park Rangers                        | Ted MacDougall (Norwich City) (23)                                                      |                                            |
| 1976/77   | FC Liverpool (10)                          | Manchester City                            | Malcolm Macdonald (FC Arsenal) und Andy Gray (Aston Villa) (25)                         |                                            |
| 1977/78   | Nottingham Forest                          | FC Liverpool                               | Bob Latchford (FC Everton) (30)                                                         |                                            |
| 1978/79   | FC Liverpool (11)                          | Nottingham Forest                          | Frank Worthington (Bolton Wanderers) (24)                                               |                                            |
| 1979/80   | FC Liverpool (12)                          | Manchester United                          | Phil Boyer (FC Southampton) (23)                                                        |                                            |
| 1980/81   | Aston Villa (7)                            | Ipswich Town                               | Peter Withe (Aston Villa) und Steve Archibald (Tottenham Hotspur) (20)                  |                                            |
| 1981/82   | FC Liverpool (13)                          | Ipswich Town                               | Kevin Keegan (FC Southampton) (26)                                                      |                                            |
| 1982/83   | FC Liverpool (14)                          | FC Watford                                 | Luther Blissett (FC Watford) (27)                                                       |                                            |
| 1983/84   | FC Liverpool (15)                          | FC Southampton                             | Ian Rush (FC Liverpool) (32)                                                            |                                            |
| 1984/85   | FC Everton (8)                             | FC Liverpool                               | Kerry Dixon (FC Chelsea) und Gary Lineker (Leicester City) (24)                         |                                            |
| 1985/86   | FC Liverpool (16)                          | FC Everton                                 | Gary Lineker (FC Everton) (30)                                                          |                                            |
| 1986/87   | FC Everton (9)                             | FC Liverpool                               | Clive Allen (Tottenham Hotspur) (33)                                                    |                                            |
| 1987/88   | FC Liverpool (17)                          | Manchester United                          | John Aldridge (FC Liverpool) (26)                                                       |                                            |
| 1988/89   | FC Arsenal (9)                             | FC Liverpool                               | Alan Smith (FC Arsenal) (23)                                                            |                                            |
| 1989/90   | FC Liverpool (18)                          | Aston Villa                                | Gary Lineker (Tottenham Hotspur) (24)                                                   |                                            |
| 1990/91   | FC Arsenal (10)                            | FC Liverpool                               | Alan Smith (FC Arsenal) (22)                                                            |                                            |
| 1991/92   | Leeds United (3)                           | Manchester United                          | Ian Wright (Crystal Palace/FC Arsenal) (29)                                             |                                            |

## Premier League (seit 1992)
| Saison    | Meister (Anzahl Titel) | Vizemeister       | Torschützenkönig(e)                                                                                        |
| --------- | ---------------------- | ----------------- | --- |
| 1992/93   | Manchester United (8)  | Aston Villa       | Teddy Sheringham (Tottenham Hotspur) (22)                                                                  |
| 1993/94   | Manchester United (9)  | Blackburn Rovers  | Andy Cole (Newcastle United) (34)                                                                          |
| 1994/95   | Blackburn Rovers (3)   | Manchester United | Alan Shearer (Blackburn Rovers) (34)                                                                       |
| 1995/96   | Manchester United (10) | Newcastle United  | Alan Shearer (Blackburn Rovers) (31)                                                                       |
| 1996/97   | Manchester United (11) | Newcastle United  | Alan Shearer (Newcastle United) (25)                                                                       |
| 1997/98   | FC Arsenal (11)        | Manchester United | Chris Sutton (Blackburn Rovers), Dion Dublin (Coventry City), Michael Owen (FC Liverpool) (18)             |
| 1998/99   | Manchester United (12) | FC Arsenal        | Jimmy Floyd Hasselbaink (Leeds United), Michael Owen (FC Liverpool), Dwight Yorke (Manchester United) (18) |
| 1999/2000 | Manchester United (13) | FC Arsenal        | Kevin Phillips (AFC Sunderland) (30)                                                                       |
| 2000/01   | Manchester United (14) | FC Arsenal        | Jimmy Floyd Hasselbaink (FC Chelsea) (23)                                                                  |
| 2001/02   | FC Arsenal (12)        | FC Liverpool      | Thierry Henry (FC Arsenal) (24)                                                                            |
| 2002/03   | Manchester United (15) | FC Arsenal        | Ruud van Nistelrooy (Manchester United) (25)                                                               |
| 2003/04   | FC Arsenal (13)        | FC Chelsea        | Thierry Henry (FC Arsenal) (30)                                                                            |
| 2004/05   | FC Chelsea (2)         | FC Arsenal        | Thierry Henry (FC Arsenal) (25)                                                                            |
| 2005/06   | FC Chelsea (3)         | Manchester United | Thierry Henry (FC Arsenal) (27)                                                                            |
| 2006/07   | Manchester United (16) | FC Chelsea        | Didier Drogba (FC Chelsea) (20)                                                                            |
| 2007/08   | Manchester United (17) | FC Chelsea        | Cristiano Ronaldo (Manchester United) (31)                                                                 |
| 2008/09   | Manchester United (18) | FC Liverpool      | Nicolas Anelka (FC Chelsea) (19)                                                                           |
| 2009/10   | FC Chelsea (4)         | Manchester United | Didier Drogba (FC Chelsea) (29)                                                                            |
| 2010/11   | Manchester United (19) | FC Chelsea        | Dimitar Berbatow (Manchester United), Carlos Tévez (Manchester City) (21)                                  |
| 2011/12   | Manchester City (3)    | Manchester United | Robin van Persie (FC Arsenal) (30)                                                                         |
| 2012/13   | Manchester United (20) | Manchester City   | Robin van Persie (Manchester United) (26)                                                                  |
| 2013/14   | Manchester City (4)    | FC Liverpool      | Luis Suárez (FC Liverpool) (31)                                                                            |
| 2014/15   | FC Chelsea (5)         | Manchester City   | Sergio Agüero (Manchester City) (26)                                                                       |
| 2015/16   | Leicester City         | FC Arsenal        | Harry Kane (Tottenham Hotspur) (25)                                                                        |
| 2016/17   | FC Chelsea (6)         | Tottenham Hotspur | Harry Kane (Tottenham Hotspur) (29)                                                                        |
| 2017/18   | Manchester City (5)    | Manchester United | Mohamed Salah (FC Liverpool) (32)                                                                          |
| 2018/19   | Manchester City (6)    | FC Liverpool      | Pierre-Emerick Aubameyang (FC Arsenal), Sadio Mané (FC Liverpool), Mohamed Salah (FC Liverpool) (22)       |
| 2019/20   | FC Liverpool (19)      | Manchester City   | Jamie Vardy (Leicester City) (23)                                                                          |
| 2020/21   | Manchester City (7)    | Manchester United | Harry Kane (Tottenham Hotspur) (23)                                                                        |
| 2021/22   | Manchester City (8)    | FC Liverpool      | Mohamed Salah (FC Liverpool), Heung-Min Son (Tottenham Hotspur) (23)                                       |
| 2022/23   | Manchester City (9)    | FC Arsenal        | Erling Haaland (Manchester City) (36)                                                                      |
| 2023/24   | Manchester City (10)   | FC Arsenal        | Erling Haaland (Manchester City) (27)                                                                      |
| 2024/25   | FC Liverpool (20)      | FC Arsenal        | Mohamed Salah (FC Liverpool) (29)                                                                          |

## Anzahl der Meistertitel

### Vereine
| Anzahl | Verein                  | Jahr(e) |
| ------ | ----------------------- | --- |
| 20     | Manchester United       | 1908, 1911, 1952, 1956, 1957, 1965, 1967, 1993, 1994, 1996, 1997, 1999, 2000, 2001, 2003, 2007, 2008, 2009, 2011, 2013 |
| 20     | FC Liverpool            | 1901, 1906, 1922, 1923, 1947, 1964, 1966, 1973, 1976, 1977, 1979, 1980, 1982, 1983, 1984, 1986, 1988, 1990, 2020, 2025 |
| 13     | FC Arsenal              | 1931, 1933, 1934, 1935, 1938, 1948, 1953, 1971, 1989, 1991, 1998, 2002, 2004                                           |
| 10     | Manchester City         | 1937, 1968, 2012, 2014, 2018, 2019, 2021, 2022, 2023, 2024                                                             |
| 9      | FC Everton              | 1891, 1915, 1928, 1932, 1939, 1963, 1970, 1985, 1987                                                                   |
| 07     | Aston Villa             | 1894, 1896, 1897, 1899, 1900, 1910, 1981                                                                               |
| 06     | AFC Sunderland          | 1892, 1893, 1895, 1902, 1913, 1936                                                                                     |
| 06     | FC Chelsea              | 1955, 2005, 2006, 2010, 2015, 2017                                                                                     |
| 04     | Newcastle United        | 1905, 1907, 1909, 1927                                                                                                 |
| 04     | Sheffield Wednesday     | 1903, 1904, 1929, 1930                                                                                                 |
| 03     | Blackburn Rovers        | 1912, 1914, 1995 |
| 03     | Huddersfield Town       | 1924, 1925, 1926 |
| 03     | Leeds United            | 1969, 1974, 1992 |
| 03     | Wolverhampton Wanderers | 1954, 1958, 1959 |
| 02     | Derby County            | 1972, 1975 |
| 02     | FC Burnley              | 1921, 1960 |
| 02     | FC Portsmouth           | 1949, 1950 |
| 02     | Preston North End       | 1889, 1890 |
| 02     | Tottenham Hotspur       | 1951, 1961 |
| 01     | Ipswich Town            | 1962 |
| 01     | Leicester City          | 2016 |
| 01     | Nottingham Forest       | 1978 |
| 01     | Sheffield United        | 1898 |
| 01     | West Bromwich Albion    | 1920 |

### Spieler mit mind. 5 Meistertiteln
Für Spieler waren bis einschließlich der Saison 2011/12 mindestens 10 Einsätze in der jeweiligen Saison nötig, um englischer Meister zu sein. Zur Saison 2012/13 wurde die Hürde auf 5 Einsätze herabgesetzt.
| Anzahl | Spieler             | Verein(e)                               | Jahre                                                                        |
| ------ | ------------------- | --------------------------------------- | ---------------------------------------------------------------------------- |
| 13     | Ryan Giggs          | Manchester United                       | 1993, 1994, 1996, 1997, 1999, 2000, 2001, 2003, 2007, 2008, 2009, 2011, 2013 |
| 11     | Paul Scholes        | Manchester United                       | 1996, 1997, 1999, 2000, 2001, 2003, 2007, 2008, 2009, 2011, 2013             |
| 08     | Gary Neville        | Manchester United                       | 1996, 1997, 1999, 2000, 2001, 2003, 2007, 2009                               |
| 08     | Alan Hansen         | FC Liverpool                            | 1979, 1980, 1982, 1983, 1984, 1986, 1988, 1990                               |
| 07     | Denis Irwin         | Manchester United                       | 1993, 1994, 1996, 1997, 1999, 2000, 2001                                     |
| 07     | Roy Keane           | Manchester United                       | 1994, 1996, 1997, 1999, 2000, 2001, 2003                                     |
| 07     | Phil Neal           | FC Liverpool                            | 1976, 1977, 1979, 1980, 1982, 1983, 1984                                     |
| 07     | Phil Thompson       | FC Liverpool                            | 1973, 1976, 1977, 1979, 1980, 1982, 1983                                     |
| 06     | David Beckham       | Manchester United                       | 1996, 1997, 1999, 2000, 2001, 2003                                           |
| 06     | Nicky Butt          | Manchester United                       | 1996, 1997, 1999, 2000, 2001, 2003                                           |
| 06     | Kenny Dalglish      | FC Liverpool                            | 1979, 1980, 1982, 1983, 1984, 1986                                           |
| 06     | Kevin De Bruyne     | Manchester City                         | 2018, 2019, 2021, 2022, 2023, 2024                                           |
| 06     | Ederson             | Manchester City                         | 2018, 2019, 2021, 2022, 2023, 2024                                           |
| 06     | Rio Ferdinand       | Manchester United                       | 2003, 2007, 2008, 2009, 2011, 2013                                           |
| 06     | Phil Foden          | Manchester City                         | 2018, 2019, 2021, 2022, 2023, 2024                                           |
| 06     | Bruce Grobbelaar    | FC Liverpool                            | 1982, 1983, 1984, 1986, 1988, 1990                                           |
| 06     | Ray Kennedy         | FC Arsenal (1), FC Liverpool (5)        | 1971, 1976, 1977, 1979, 1980, 1982                                           |
| 06     | Phil Neville        | Manchester United                       | 1996, 1997, 1999, 2000, 2001, 2003                                           |
| 06     | Bernardo Silva      | Manchester City                         | 2018, 2019, 2021, 2022, 2023, 2024                                           |
| 06     | Ole Gunnar Solskjær | Manchester United                       | 1997, 1999, 2000, 2001, 2003, 2007                                           |
| 06     | John Stones         | Manchester City                         | 2018, 2019, 2021, 2022, 2023, 2024                                           |
| 06     | Kyle Walker         | Manchester City                         | 2018, 2019, 2021, 2022, 2023, 2024                                           |
| 06     | Ronnie Whelan       | FC Liverpool                            | 1982, 1983, 1984, 1986, 1988, 1990                                           |
| 05     | Sergio Agüero       | Manchester City                         | 2012, 2014, 2018, 2019, 2021                                                 |
| 05     | Cliff Bastin        | FC Arsenal                              | 1931, 1933, 1934, 1935, 1938                                                 |
| 05     | Wes Brown           | Manchester United                       | 1999, 2001, 2003, 2007, 2008                                                 |
| 05     | Ian Callaghan       | FC Liverpool                            | 1964, 1966, 1973, 1976, 1977                                                 |
| 05     | Éric Cantona        | Leeds United (1), Manchester United (4) | 1992, 1993, 1994, 1996, 1997                                                 |
| 05     | Michael Carrick     | Manchester United                       | 2007, 2008, 2009, 2011, 2013                                                 |
| 05     | Ray Clemence        | FC Liverpool                            | 1973, 1976, 1977, 1979, 1980                                                 |
| 05     | Andrew Cole         | Manchester United                       | 1996, 1997, 1999, 2000, 2001                                                 |
| 05     | Patrice Evra        | Manchester United                       | 2007, 2008, 2009, 2011, 2013                                                 |
| 05     | Fernandinho         | Manchester City                         | 2014, 2018, 2019, 2021, 2022                                                 |
| 05     | Darren Fletcher     | Manchester United                       | 2007, 2008, 2009, 2011, 2013                                                 |
| 05     | İlkay Gündoğan      | Manchester City                         | 2018, 2019, 2021, 2022, 2023                                                 |
| 05     | Craig Johnston      | FC Liverpool                            | 1982, 1983, 1984, 1986, 1988                                                 |
| 05     | Alan Kennedy        | FC Liverpool                            | 1979, 1980, 1982, 1983, 1984                                                 |
| 05     | Aymeric Laporte     | Manchester City                         | 2018, 2019, 2021, 2022, 2023                                                 |
| 05     | Mark Lawrenson      | FC Liverpool                            | 1982, 1983, 1984, 1986, 1988                                                 |
| 05     | Riyad Mahrez        | Leicester City (1), Manchester City (4) | 2016, 2019, 2021, 2022, 2023                                                 |
| 05     | John O’Shea         | Manchester United                       | 2003, 2007, 2008, 2009, 2011                                                 |
| 05     | Wayne Rooney        | Manchester United                       | 2007, 2008, 2009, 2011, 2013                                                 |
| 05     | Ian Rush            | FC Liverpool                            | 1982, 1983, 1984, 1986, 1990                                                 |
| 05     | Peter Schmeichel    | Manchester United                       | 1993, 1994, 1996, 1997, 1999                                                 |
| 05     | Graeme Souness      | FC Liverpool                            | 1979, 1980, 1982, 1983, 1984                                                 |
| 05     | John Terry          | FC Chelsea                              | 2005, 2006, 2010, 2015, 2017                                                 |
| 05     | Nemanja Vidić       | Manchester United                       | 2007, 2008, 2009, 2011, 2013                                                 |

### Cheftrainer mit mind. 3 Meistertiteln
| Anzahl | Cheftrainer     | Verein(e)                              | Jahre                                                                        |
| ------ | --------------- | -------------------------------------- | ---------------------------------------------------------------------------- |
| 13     | Alex Ferguson   | Manchester United                      | 1993, 1994, 1996, 1997, 1999, 2000, 2001, 2003, 2007, 2008, 2009, 2011, 2013 |
| 06     | Pep Guardiola   | Manchester City                        | 2018, 2019, 2021, 2022, 2023, 2024                                           |
| 06     | Bob Paisley     | FC Liverpool                           | 1976, 1977, 1979, 1980, 1982, 1983                                           |
| 05     | Matt Busby      | Manchester United                      | 1952, 1956, 1957, 1965, 1967                                                 |
| 05     | Tom Watson      | AFC Sunderland (3), FC Liverpool (2)   | 1892, 1893, 1895, 1901, 1906                                                 |
| 04     | Herbert Chapman | Huddersfield Town (2), FC Arsenal (2)  | 1924, 1925, 1931, 1933                                                       |
| 04     | Kenny Dalglish  | FC Liverpool (3), Blackburn Rovers (1) | 1986, 1988, 1990, 1995                                                       |
| 03     | Stan Cullis     | Wolverhampton Wanderers                | 1954, 1958, 1959                                                             |
| 03     | José Mourinho   | FC Chelsea                             | 2005, 2006, 2015                                                             |
| 03     | Bill Shankly    | FC Liverpool                           | 1964, 1966, 1973                                                             |
| 03     | Arsène Wenger   | FC Arsenal                             | 1998, 2002, 2004                                                             |

## Rekordmeister
Die längste Zeit am Stück alleiniger Rekordmeister war Aston Villa in den 37 Jahren ab 1899, gefolgt vom FC Liverpool in den 33 Jahren ab 1976, in denen der Verein 9 Meisterschaften gewann. 2009 zog Manchester United mit seinem 18. Titel mit dem FC Liverpool gleich, ehe der Verein 2011 die alleinige Führung übernahm. 2025 konnte der FC Liverpool mit seinem 20. Titel wieder mit Manchester United gleichziehen.
In Klammern sind die Zahl der Meisterschaften angegeben, neu hinzukommende Rekordmeister stehen an erster Stelle.
- 1889–1893: Preston North End (1–2)
- 1893–1895: AFC Sunderland/Preston North End (2)
- 1895–1897: AFC Sunderland (3)
- 1897–1899: Aston Villa/AFC Sunderland (3)
- 1899–1936: Aston Villa (4–6)
- 1936–1948: AFC Sunderland/Aston Villa (6)
- 1948–1953: FC Arsenal/AFC Sunderland/Aston Villa (6)
- 1953–1966: FC Arsenal (7)
- 1966–1967: FC Liverpool/FC Arsenal (7)
- 1967–1970: Manchester United/FC Liverpool/FC Arsenal (7)
- 1970–1971: FC Everton/Manchester United/FC Liverpool/FC Arsenal (7)
- 1971–1973: FC Arsenal (8)
- 1973–1976: FC Liverpool/FC Arsenal (8)
- 1976–2009: FC Liverpool (9–18)
- 2009–2011: Manchester United/FC Liverpool (18)
- 2011–2025: Manchester United (19–20)
- seit 2025: FC Liverpool/Manchester United (20)